# ロボットとわたしの不思議な旅
『ロボットとわたしの不思議な旅』（ロボットとわたしのふしぎなたび）は、アメリカのサイエンス・フィクション作家ベッキー・チェンバーズによる Monk & Robot シリーズの中編2篇を収録した日本独自編集の中編集。細美遙子による翻訳で東京創元社から2024年11月8日に出版された。

## 緑のロボットへの賛歌
「緑のロボットへの賛歌」（みどりのロボットへのさんか、A Psalm for the Wild-Built）は2021年7月13日にトーア・ブックスから出版された。本作は Monk & Robot 二部作の第1作である。2022年のヒューゴー賞受賞した。

### あらすじ
パンガと呼ばれる居住可能な衛星ではAIとロボットが都市化された工業化社会の中心的な役割を担っていた。しかしながら、数百年前にロボットが人間社会を去り、自然の中に消えていった。AIとロボット労働者、ハイテク自動化工場なしで、人類は農業と小規模コミュニティを中止とした持続可能なソーラーパンクな生活様式に切り替えた。
ノンバイナリー・ジェンダーの喫茶僧のデックスは、衛星上の人類居住エリアを巡ってコミュニティからコミュニティへと旅していた。デックスの目的はコミュニティの住人と会い、それぞれに合うようにお茶をブレンドすることだった。デックスは、サービスとしてだけではなく、お茶を出すことを「打ち解けるきっかけ」として利用し、人々が不安や懸念を打ち明けられるように働きかけている。
ある日、デックスは日常生活に変化を求めて農村をはるかに超えて人が住んでいない荒野へと旅立つ。ロボットが野生に旅立って以来、人間は何世紀もロボットを見ていなかったため、ロボットに遭遇してデックスショックを受ける。スプレンディッド・スペックルド・モスキャップ（すばらしい斑入のキノコ）と名付けられたロボットは、廃墟となった修道院を見つけるために荒野の奥深くへと旅するデックスに同行する。デックスとモスキャップはどちらも「人間には何が必要か」を探している。

### 受賞
| 年   | 賞                      | 部門         | 結果       | 備考 |
| ---- | ----------------------- | ------------ | ---------- | ---- |
| 2021 | ネビュラ賞              | 中長編小説   | ノミネート |      |
| 2022 | ヒューゴー賞            | 中長編小説   | 受賞       |      |
| 2022 | RUSA CODES Reading List | ファンタジー | 受賞       |      |
| 2023 | イマジネール大賞        | 海外小説     | ノミネート |      |

## はにかみ屋の樹冠への祈り
「はにかみ屋の樹冠への祈り」（はにかみやのじゅかんへのいのり、A Prayer for the Crown-Shy）は2022年7月12日にTor.comから出版された。本作は2022年のネビュラ賞 中長編小説部門にノミネートされ、2023年のローカス賞 中長編部門を受賞し、ヒューゴー賞の同部門にノミネートされた。

### あらすじ
「緑のロボットへの賛歌」で友人同士になったあとで、喫茶僧のデックスとロボットのスプレンディッド・スペックルド・モスキャップはパンガと呼ばれる衛星を横断する旅に出る。彼らはさまざまな人間集団を訪ね、「人々は何を必要としているのか？」と問いかけながら旅を続ける。その途中で、デックスの家族を含むさまざまな人物に出会い、それぞれが異なる答えを提示する。本の終わりまでに、デックスとモスキャップは、自分たちに何が必要なのか分からないが、一緒にその質問の答えを見つけたいと感じていることに気がつく。

### 受賞
| 年   | 賞           | 部門       | 結果       | 備考 |
| ---- | ------------ | ---------- | ---------- | ---- |
| 2022 | ネビュラ賞   | 中長編小説 | ノミネート |      |
| 2023 | ヒューゴー賞 | 中長編小説 | ノミネート |      |
| 2023 | ローカス賞   | 中長編小説 | 受賞       |      |